# هکتور دایر
هکتور دایر (انگلیسی: Hector Dyer; ۲ ژوئن ۱۹۱۰ – ۱۹ مهٔ ۱۹۹۰) دونده اهل ایالات متحده آمریکا بود.